# Función real

## Álgebra de las funciones (con valores) reales
Sea {\displaystyle X} un conjunto cualquiera no vacío y sea {\displaystyle {\mathcal {F}}(X,{\mathbb {R} })} el conjunto formado por todas las funciones de {\displaystyle X} en {\displaystyle \mathbb {R} }.
Muchas de las operaciones y propiedades algebraicas de los números reales se pueden extender a {\displaystyle {\mathcal {F}}(X,{\mathbb {R} })}, como veremos a continuación.
Sean {\displaystyle f,g:X\rightarrow {\mathbb {R} }} elementos de {\displaystyle {\mathcal {F}}(X,{\mathbb {R} })}. Se definen a continuación operaciones entre esas funciones. 
- Suma de funciones: {\displaystyle f+g:x\mapsto f(x)+g(x)}
- Resta de funciones: {\displaystyle f-g:x\mapsto f(x)-g(x)}
- Producto de funciones: {\displaystyle fg:x\mapsto f(x)g(x)}

También, se puede extender a relaciones de igualdad.
- {\displaystyle f<g\,} si y solo si, para todo {\displaystyle x,f(x)<g(x)}.

La manera en que se hace la extensión, garantiza que muchas de las propiedades de los números reales se extienden a {\displaystyle {\mathcal {F}}(X,{\mathbb {R} })}. Se indican a continuación aquellas más importantes.
- La suma de funciones es asociativa, conmutativa, y con neutro la función constante {\displaystyle x\mapsto 0}, con opuesto aditivo {\displaystyle -f:x\rightarrow -f(x)\,} para cada función {\displaystyle f}.
- La resta es tal que {\displaystyle f-g=f+(-g)}.
- La multiplicación es asociativa, conmutativa, y con neutro la función constante {\displaystyle x\mapsto 1}, pero solamente las funciones que nunca tiene valor nulo tienen recíprocos.
- La multiplicación es distributiva respecto a la suma.

Nótese que todas las propiedades  anteriores son análogas a las propiedades  de los números reales. Hay, sin embargo, propiedades "extrañas". Por ejemplo, Cuando el conjunto X tiene al menos dos elementos, hay divisores de cero en  {\displaystyle {\mathcal {F}}(X,{\mathbb {R} })}. En efecto, supongamos que {\displaystyle X=\{a,b\}} y definamos {\displaystyle f,g:X\rightarrow {\mathbb {R} }}
tales que {\displaystyle f(a)=1,f(b)=0} y {\displaystyle g(a)=0} y {\displaystyle g(b)=1}. Se ve, inmediatamente, que el producto  {\displaystyle fg} es la función constante 0, o sea la función cero, aunque ninguno de los factores lo es.
El conjunto {\displaystyle {\mathcal {F}}(X,{\mathbb {R} })} junto con sus operaciones es importante por la gran cantidad de ejemplos diversos que se obtienen al seleccionar el conjunto X.
- Sea {\displaystyle X=\{1,2\}\,}. Entonces, cada función de {\displaystyle {\mathcal {F}}(X,{\mathbb {R} })} define una pareja de números {\displaystyle f(1),f(2)} que si consideramos el orden natural en X, podemos escribir como el para ordenado {\displaystyle (f(1),f(2))}. Esto nos dice que, en este caso, podemos identificar {\displaystyle {\mathcal {F}}(X,{\mathbb {R} })} con el conjunto de todos los pares posibles de números reales, o sea con {\displaystyle {\mathbb {R} }^{2}}.
- Sea {\displaystyle X=\{1,2,3\}\,} Razonado como arriba, podemos identificar a {\displaystyle {\mathcal {F}}(X,{\mathbb {R} })} con {\displaystyle {\mathbb {R} }^{3}}.
- Sea {\displaystyle X=\{1,2,3,\ldots ,n\}} Razonado como arriba, podemos identificar a {\displaystyle {\mathcal {F}}(X,{\mathbb {R} })} con {\displaystyle {\mathbb {R} }^{n}}.

Note que en cada uno de los ejemplos anteriores, el conjunto de pares, tríos, duplas ordenadas aparece provisto de una suma y multiplicación. La suma coincide con la suma vectorial usual y la multiplicación por constantes con la multiplicación por escalar.
- Sea {\displaystyle X={\mathbb {N} }}, el conjunto de los números naturales. En este caso, {\displaystyle {\mathcal {F}}(X,{\mathbb {R} })} es el conjunto de todas las sucesiones de números reales provisto como la suma y multiplicación usual de sucesiones.

## Funciones numéricas
Las funciones numéricas son funciones cuyo dominio y codominio son subconjuntos de los números reales. Estas funciones son aquellas que aparecen más frecuentemente en las aplicaciones elementales. En el resto del artículo, funciones  significará funciones numéricas.
Muchas veces, para estas funciones, se da solamente la regla o fórmula de la función. En esa situación se aplica el convenio del dominio natural y se supone que el codominio (natural) consiste de todo {\displaystyle \mathbb {R} \,}.   

### Funciones acotadas
Se dice que una función {\displaystyle f\,} está acotada cuando su conjunto imagen está acotado. Es decir, hay un número {\displaystyle m} tal que para todo {\displaystyle x} del dominio de la función se cumple que
Por ejemplo: f(x) = sen(x) y g(x) = cos(x) tienen por conjunto imagen al intervalo [-1,1] y son, por lo tanto acotadas.  Una función está acotada cuando su gráfica está entre dos líneas horizontales. 
En forma análoga se define las nociones de función acotada superiormente y función acotada inferiormente, queriendo decir que su conjunto imagen está acotado superiormente o inferiormente respectivamente. Por ejemplo, f(x)=|x| tiene por conjunto imagen {\displaystyle [0,+\infty )\;\!},  está acotada inferiormente.

### Funciones monótonas
Una función f en un intervalo [a,b] es monótona si verifica cualquiera de las siguientes propiedades:
1. es estrictamente creciente,
si para todo {\displaystyle x_{1},x_{2}\in [a,b]:x_{1}<x_{2}} si y solo si {\displaystyle f(x_{1})<f(x_{2})}.
2. es estrictamente decreciente,
si para todo {\displaystyle x_{1},x_{2}\in [a,b]:x_{1}<x_{2}} si y solo si {\displaystyle f(x_{1})>f(x_{2})}.
3. es creciente,
si para todo {\displaystyle x_{1},x_{2}\in [a,b]:x_{1}<x_{2}} si y solo si {\displaystyle f(x_{1})\leq f(x_{2})}.
4. es decreciente,
si para todo {\displaystyle x_{1},x_{2}\in [a,b]:x_{1}<x_{2}} si y solo si {\displaystyle f(x_{1})\geq f(x_{2})}.

#### Propiedades
- Si una función es estrictamente creciente o decreciente entonces es inyectiva.
- La suma de funciones monótonas de un mismo tipo tiene el mismo tipo de monotonía. Lo anterior no se verifica ni para restas ni para productos.

### Funciones pares e impares
Una función es par cuando presenta simetría sobre el eje {\displaystyle Y} (ordenadas), esto es, si para todo elemento {\displaystyle x} de su dominio se cumple que {\displaystyle -x} también está en el dominio y
Una función es impar cuando presenta simetría respecto al origen, esto es, si para todo elemento {\displaystyle x} de su dominio se cumple que {\displaystyle -x} también está en el dominio y
Una función que no presenta simetría par, no tiene necesariamente simetría impar. Algunas funciones no presentan ninguno de los dos tipos de simetría o bien la presentan frente a focos o ejes distintos del  de coordenadas o el eje de ordenadas (eje Y). Dichas funciones se dice que no poseen paridad.

#### Propiedades
- La suma de dos funciones pares o dos funciones impares es par.
- El producto de función par por par o impar por impar, da par.
- Todas las otras combinaciones dan impar.

### Funciones periódicas
Se dice que una función es periódica si se cumple: {\displaystyle f(x)=f(x+T);T\neq 0\,} donde {\displaystyle T\,} es un período de la función. El periodo es el menor de los periodos positivos, cuando exista tal número.
Los ejemplos clásicos son las funciones seno y coseno con periodos iguales a {\displaystyle 2\pi }.
Si int denota la función parte entera (que produce el mayor entero menor o igual al argumento) entonces la función {\displaystyle f} tal que {\displaystyle f(x)=x-int(x)} tiene periodo 1.
Una función es periódica alternada cuando se cumple: {\displaystyle f(x)=-f\left(x+{\frac {T}{2}}\right)\,}.
Estas últimas también son conocidas como funciones simétricas de media onda y constan de dos semiondas iguales de sentidos opuestos.

### Funciones cóncavas y convexas

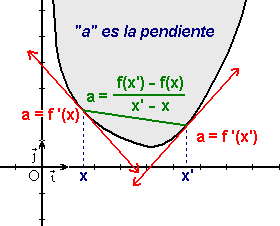
Función convexa.

Una función {\displaystyle f} es convexa  sobre un intervalo cuando el segmento que une dos puntos de la gráfica de {\displaystyle f}, siempre esta por encima o tocando la gráfica.   
Una función {\displaystyle f} es cóncava (estrictamente cóncava)   sobre un intervalo cuando {\displaystyle -f} es convexa (estrictamente convexa).    
Una función {\displaystyle f} es  estrictamente convexa  sobre un intervalo cuando el segmento que une dos puntos de la gráfica de {\displaystyle f}, siempre esta por encima  de la gráfica.
Las técnicas del cálculo diferencial permiten determinar si una función es creciente, decreciente, cóncava o convexa a través del estudio de las derivadas sucesivas de la función.      

## Nota
1. ↑  La denominación de convexidad y concavidad depende del punto de vista que se adopte para considerar que es una concavidad, esto es si se mira a la función "desde arriba" o "desde abajo". Por ello, algunos textos denominan convexas a las funciones que se curvan "hacia abajo", al contrario de la definición que se acaba de dar en los anteriores párrafos. Por ello, es frecuente que en ocasiones se adopten las denominaciones cóncava hacia arriba y cóncava hacia abajo para evitar las ambigüedades.